# 日産ディーゼル・サングレイト

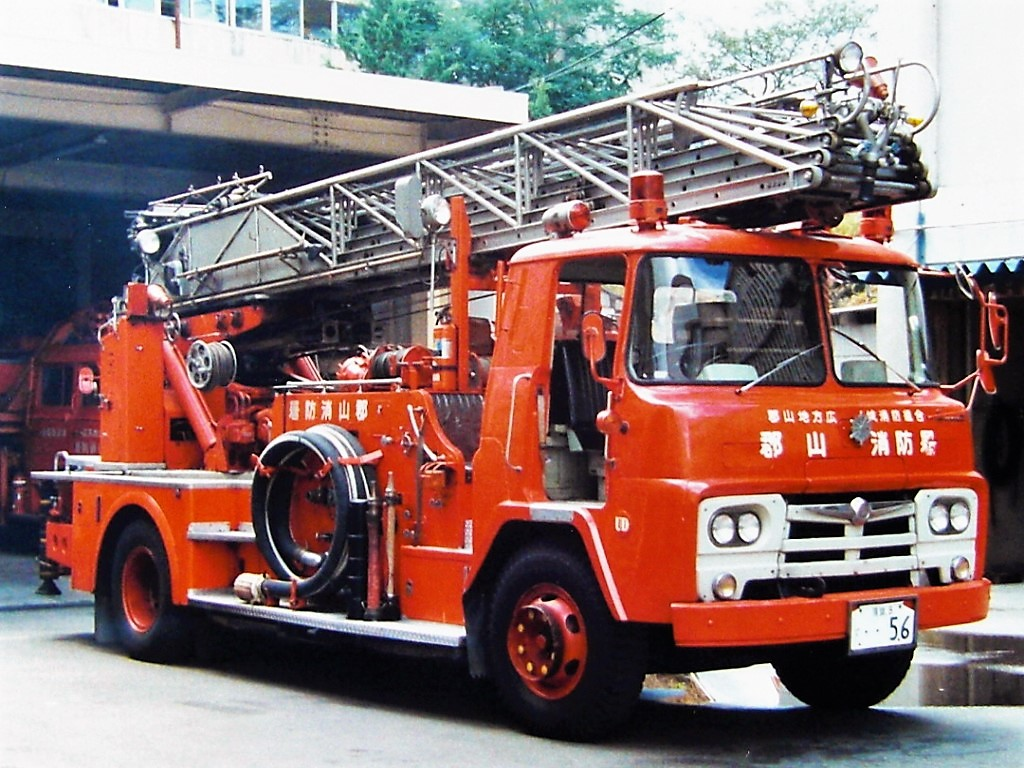
TC80G 1965年式 UD4型エンジン搭載 前期型フロントグリル 1965年にTC80系はティルトキャブを採用したTC81系に移行した

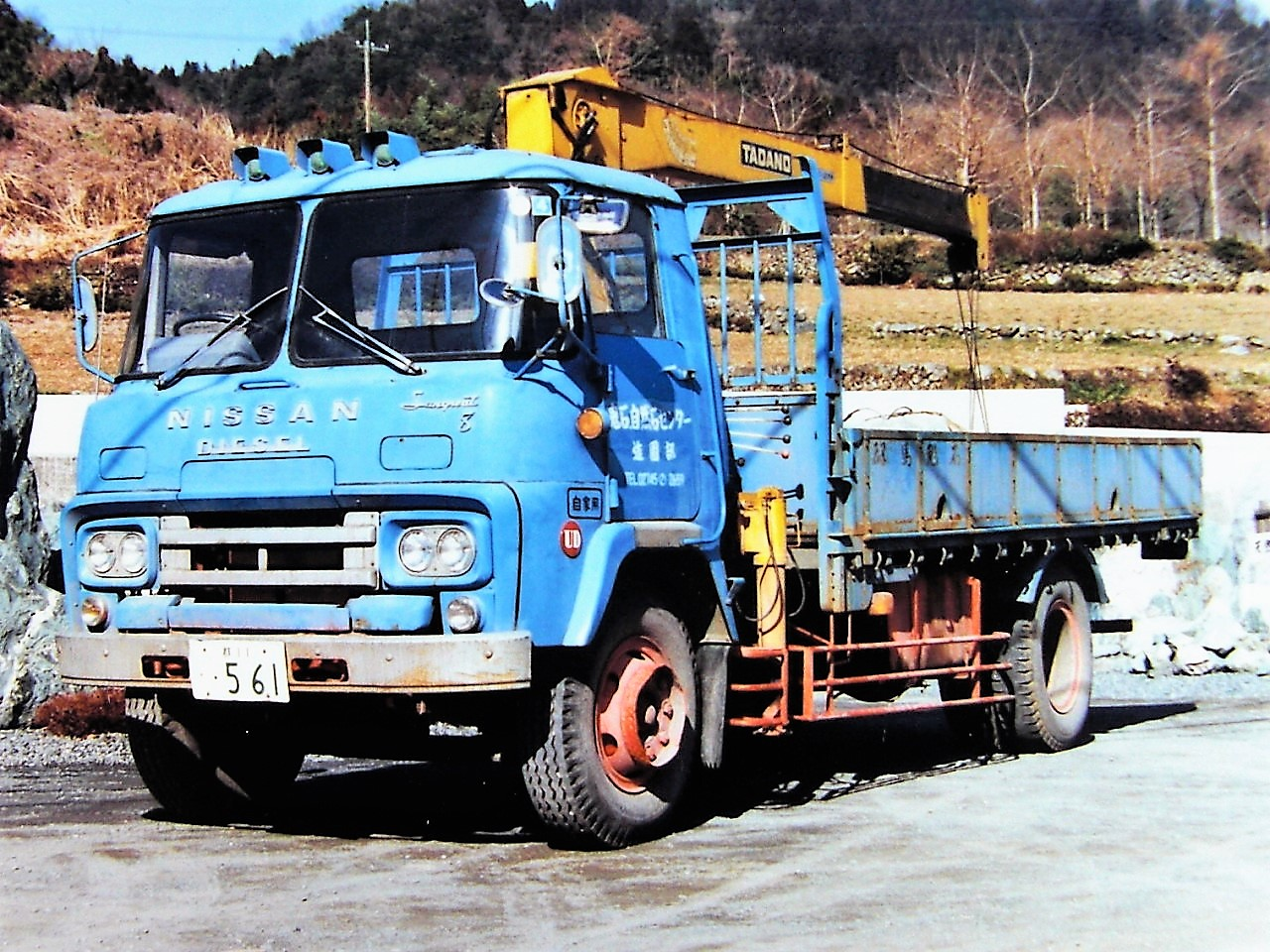
UEG681 1968年式 UD3型エンジン搭載 後期型フロントグリル 1968~69年式では角形庇付きの独特な形状の速度表示灯が装備された 下記保存車の現役時代末期の姿

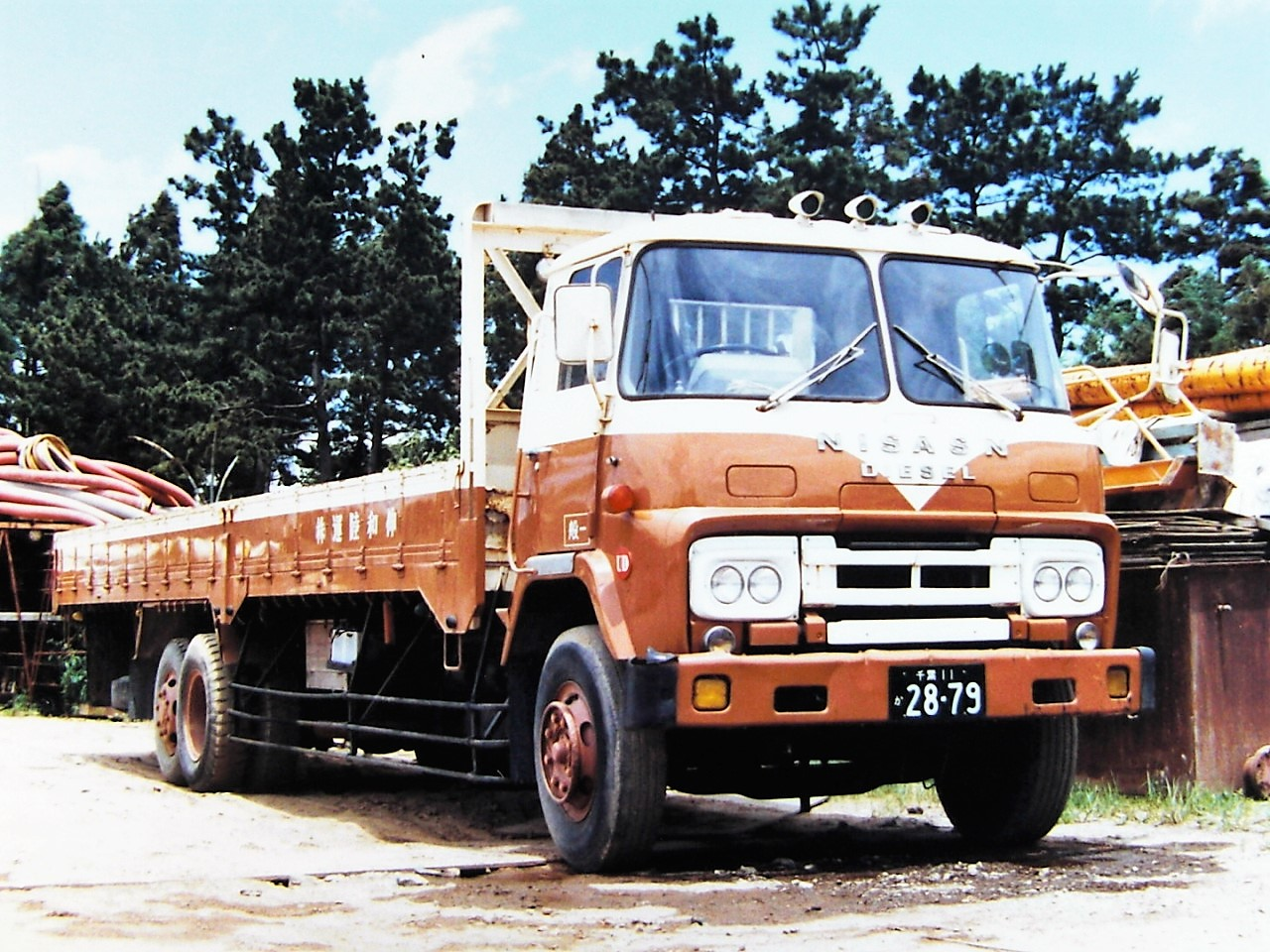
5TWDC11H 1970年式 UD5型エンジン搭載の後2軸車
（ただしフロントバンパーは非オリジナルで同社のレゾナ用の物が流用されている）

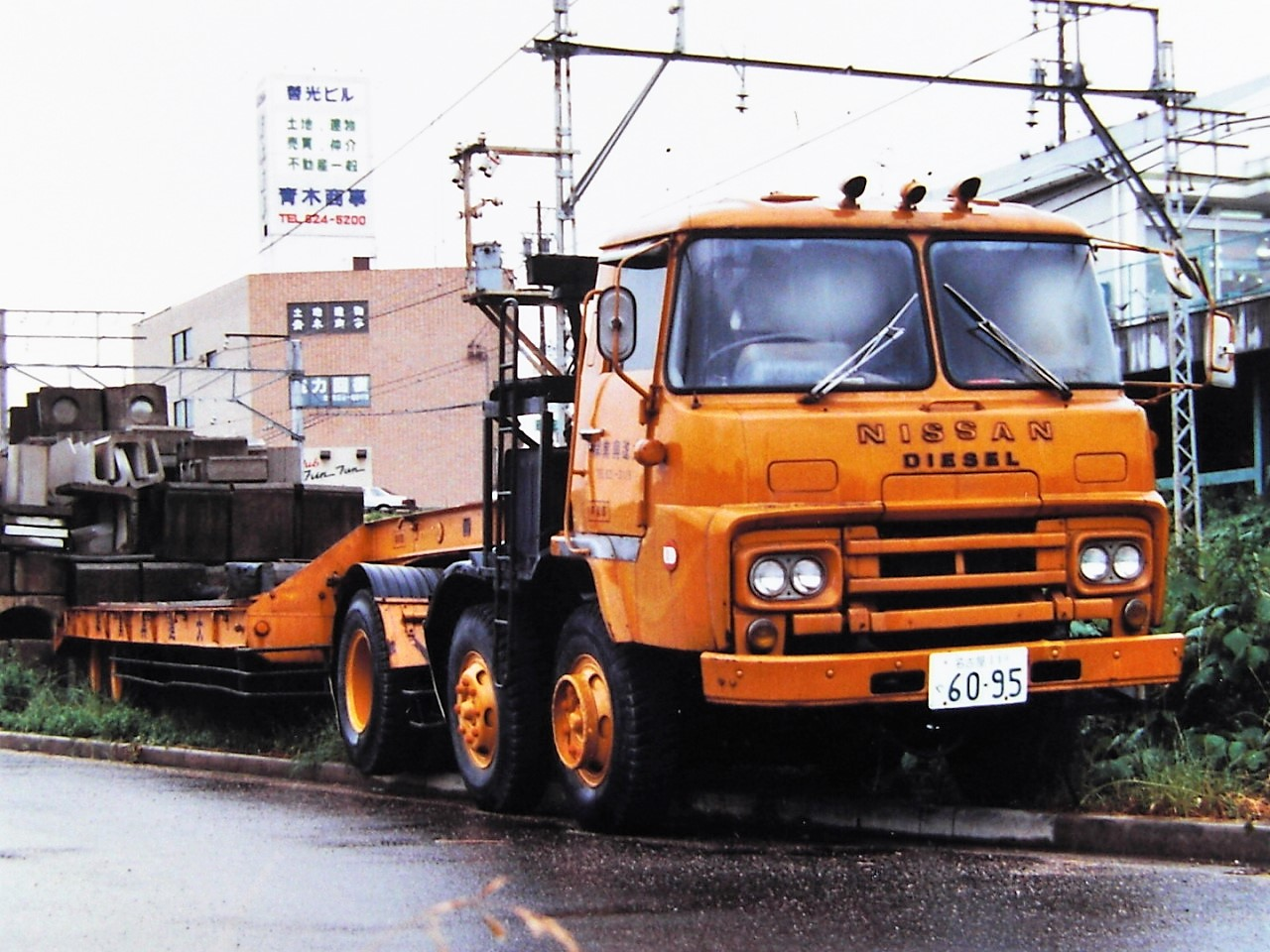
6TVC11T 1970年式 UD6型エンジン搭載の前2軸車

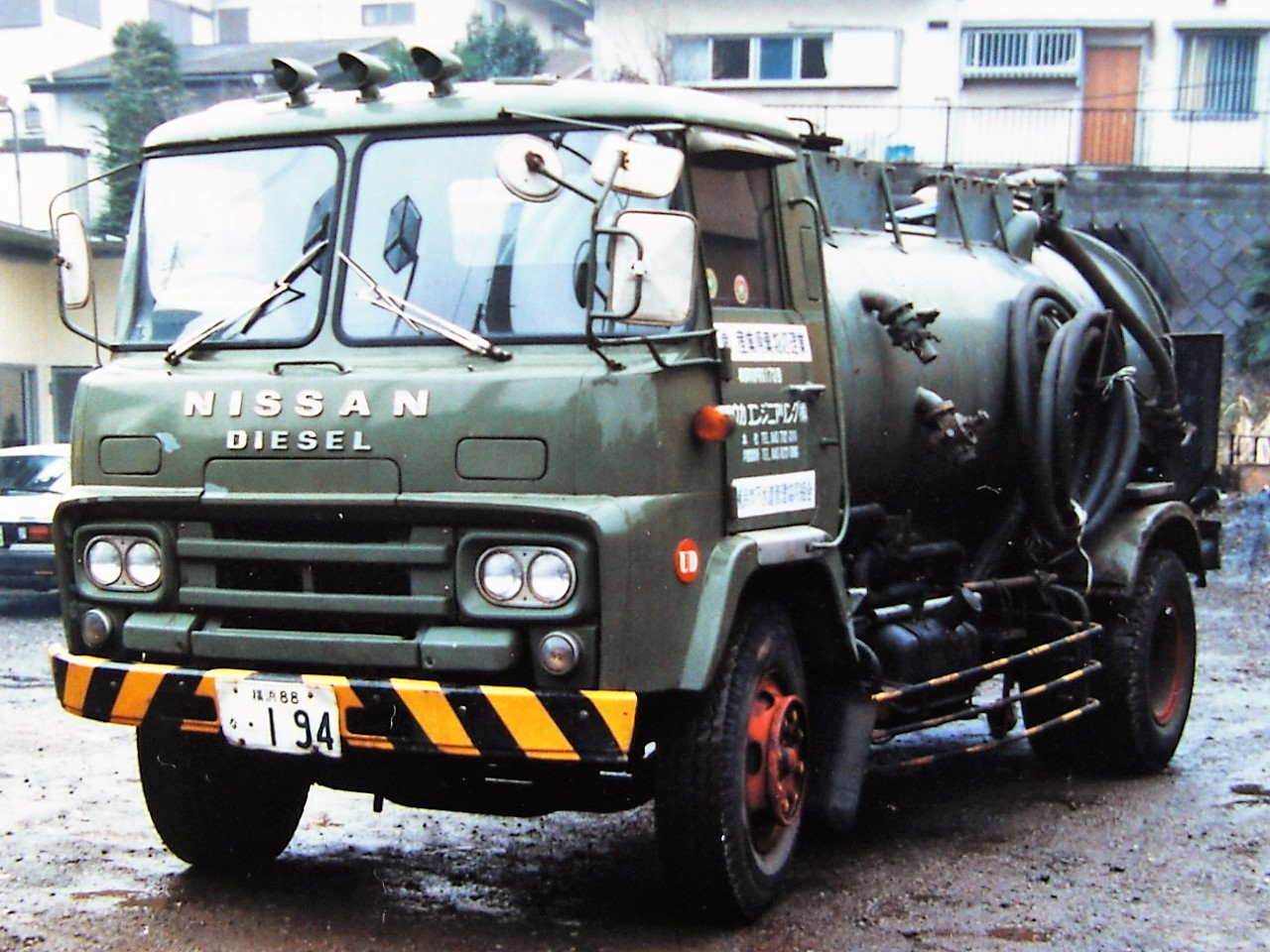
PTC81S 1971年式 4ストロークのPD6型エンジン搭載車 エンジン音を聴かないとTC81系と区別がつかない サングレイトの最終年式車

サングレイトは日産ディーゼル工業（現・UDトラックス）が1963年から1971年まで生産していたキャブオーバー大型トラック。

## 概要
日産ディーゼル（当時、現「UDトラックス」）初のキャブオーバー型トラックであるTC80型（1960年発売・8トン積み・直4・UD4エンジン搭載） と、6TWDC12型（1961年発売・11.5トン積み・直6・UD6エンジン搭載）の後継として、両車のキャブデザインを統一して発売。この時一般公募によりサングレイトの愛称がつけられた。後に、前2軸車やトラクタ等の追加、直5・UD5及び直6・4ストロークのPD6エンジンの搭載等でラインナップ拡充を図りながら生産され、後継車の新CD / CV系ニューキャブシリーズ（Cシリーズ）に引き継がれた。

## 歴史
- 1963年デビュー。
- 1968年マイナーチェンジ、車種追加、フロントグリル形状を変更。
- 1969年一部に4ストロークエンジン搭載。
- 1970年
  - 6月 - マイナーチェンジ。速度表示灯を角型から砲弾型に変更。
  - 8月 - CD30、CV30追加。
- 1971年Cシリーズと入れ替わる形で製造・販売終了。

## ラインナップ
- UEG（デザインはサングレイトで日産自動車製ブランド）
- TC
- PTC
- TWC
- TWDC
- TVC
- CV
- CD

## 保存車
- UDトラックス本社でUEG681型1968年式車両(車台番号：UEG681-02225)がレストアされ保存されている。これは、ある愛好家が1988年に当時の日産ディーゼル工業に寄贈した車で、その後未公開状態で保管されていたが、2014年に本格的なレストアを実施して本社前に展示された。レストアにあたっては、側面窓の庇が撤去され、ワイパーの形状も異なるなど、完全なオリジナル形態にはなっていなかったが、2015年7月時点ではワイパーがオリジナル形状に復元され、屋内保管されている。